# Phúc Lộc, Nghệ An
Phúc Lộc là một xã thuộc tỉnh Nghệ An, Việt Nam. Xã được hình thành trên cơ sở sáp nhập các xã Nghi Công Bắc, Nghi Công Nam, Nghi Lâm và Nghi Mỹ của huyện Nghi Lộc trong đợt Sáp nhập tỉnh thành Việt Nam 2025.

## Địa lý
Xã Phúc Lộc có vị trí địa lý:
- Phía Đông giáp xã Đông Lộc và xã Yên Trung;
- Phía Nam giáp xã Yên Trung và xã Nam Đàn;
- Phía Tây giáp xã Văn Kiều;
- Phía Bắc giáp xã Văn Kiều và xã Tân Châu.

Xã Phúc Lộc có diện tích tự nhiên 70,50 km².

## Hành chính và tên gọi
Xã Phúc Lộc được thành lập theo Nghị quyết số 1678/NQ-UBTVQH15 của Ủy ban Thường vụ Quốc hội Việt Nam, ban hành ngày 16 tháng 6 năm 2025. Theo đó, sắp xếp toàn bộ diện tích tự nhiên, quy mô dân số của các xã Nghi Công Bắc, Nghi Công Nam, Nghi Lâm và Nghi Mỹ thuộc huyện Nghi Lộc trước đây thành một xã mới có tên gọi là xã Phúc Lộc.
Trước đó, theo Đề án sắp xếp đơn vị hành chính cấp xã tỉnh Nghệ An, xã này là xã Nghi Lộc 2.
Sau sắp xếp xã có diện tích tự nhiên: 70,50 km², quy mô dân số: 28.236 người.